# 壓哨球
壓哨球（buzzer beater）是一個籃球術語，是指在一節的完結前的極短時間投射，當球仍未達籃框時哨聲已響，但因籃球規則是計算起手時間，因此這樣的情況得分仍有效。若然這種情況發生在第四節，並且超越對方得分，則稱為絕殺。 
不過，在過往即時重播系統仍未普及時，球賽時常出問題，例如2002年的NBA季後賽，被視為經典黑哨戰的湖人對國王一戰，湖人隊在球證的幫助下大量得益，他們在半場時的投射已經嗚笛，但仍被判有效。由於這場球賽的執法引發極大爭議，NBA於2002年立即引入即時重播技術，相關問題從此解決。